# Généalogie du haut Moyen Âge
Vous pouvez aider à l'améliorer ou bien discuter des problèmes sur sa page de discussion.
- Il ne cite pas suffisamment ses sources. Vous pouvez indiquer les passages à sourcer avec {{référence nécessaire}} ou {{Référence souhaitée}}, et inclure les références utiles en les liant aux notes de bas de page. (Marqué depuis mars 2021)
- Certaines informations devraient être mieux reliées aux sources mentionnées dans la bibliographie ou les liens externes. Améliorez sa vérifiabilité en les associant par des références. (Marqué depuis mars 2021)
- Son texte doit être wikifié : il ne correspond pas à la mise en forme Wikipédia (style, typographie, liens internes, liens entre les wikis, etc.). (Marqué depuis mars 2021)
- Son introduction est soit absente, soit non conforme aux conventions de Wikipédia. (Marqué depuis mars 2021)

- Archive Wikiwix
- Bing
- Cairn
- DuckDuckGo
- E. Universalis
- Gallica
- Google
- G. Books
- G. News
- G. Scholar
- Persée
- Qwant
- (zh) Baidu
- (ru) Yandex
- (wd) trouver des œuvres sur Wikidata

Reconstituer la généalogie d'une famille noble aux époques mérovingienne et carolingienne est une entreprise malaisée, les difficultés étant principalement dues au manque de documentation. En effet, les seules généalogies établies sur plusieurs générations ne concernent que quelques familles (Mérovingiens, Arnulfinges et Carolingiens, Agilolfinges, Étichonides, etc.) et parfois ne s'occupent que de la branche principale. De plus, les charges comtales n'étaient pas encore héréditaires. Aussi, pour pallier le manque de sources, le chercheur est-il obligé de recourir à des hypothèses, basées sur l'onomastique, les listes épiscopales et d'autres méthodes.

## Les sources

### Lesinscriptions
Fréquentes durant l'empire romain elles deviennent plus rares à partir du IIIe siècle. Ce sont principalement des épitaphes, parfois difficiles à décrypter, fragmentaires et pas toujours datables, donc sujettes à interprétation. De plus seul un cinquième d'entre elles est publié. Elles ont cependant un intérêt majeur, qui est d'être un témoignage de première main.

### Leschartes
Ce sont les ancêtres des actes notariés, mais seule une infime partie de ce qui fut rédigé s'est conservé jusqu'à nos jours. Il ne faut pas oublier que l'Europe fut ravagée et pillée pendant plus d'un siècle, et que les siècles suivants furent troublés par les guerres seigneuriales, qui s'en prirent aussi aux monastères.
L'usage de ce type de source doit aussi être tempéré par le travail des faussaires. En effet, un certain nombre de chartes furent fabriquées par des faussaires, voulant favoriser un établissement plutôt qu'un autre. Mais tout n'est pas à jeter dans le travail d'un faussaire qui, pour rendre sa charte convaincante, a mêlé du vrai avec du faux. Le chercheur doit donc essayer de déterminer le but du faussaire pour pouvoir démêler la vérité.

### Les livres de mémoire
Ce sont des registres dressés par les monastères dans le but de se rappeler les personnes pour qui prier. Ils contiennent les noms des moines, mais aussi les membres des familles bienfaitrices de l'abbaye, cependant les liens de parentés au sein de ces familles ne sont que rarement mentionnés.

### Les œuvres littéraires

#### Récits d'historienset chroniques
Quelques auteurs contemporains ont écrit des récits de cette période. On connait entre autres Grégoire de Tours, Frédégaire, Paul Diacre. Les difficultés concernant l'étude de ces textes sont que les auteurs favorisent leur point de vue, et que certains récits ou chroniques furent rédigés un ou deux siècles après les événements qu'ils relatent, à partir d'informations transmises oralement.

#### Hagiographies
Ces récits ont pour but l'édification des fidèles et sont orientés pour mettre en valeur la sainteté des personnes présentées. Certaines hagiographies ont été rédigées bien après la vie du saint et l'imagination a parfois remplacé le manque d'informations.

## Les méthodes
Comme indiqué dans la partie précédente, les sources sont de nature et de fiabilité très diverses. Cependant, il n'est malheureusement pas possible d'écarter les documents les moins fiables, en raison de la rareté des documents. Cela conduit à la reconstitution de généalogies qui peuvent être erronées, l'erreur portant plus sur l'expression de la parenté que sur la parenté elle-même (on est certain de la parenté entre deux personnes, mais sont-elles père et fils ou oncle et neveu ?). Les termes de parenté, mentionnés dans les actes peuvent avoir aussi plusieurs significations (nepos = neveu, petit-fils ou petit-neveu).
L'une des méthodes est de faire appel à l'onomastique. En effet il a été établi que, à cette époque, le nom ne pouvait être attribué à un enfant que s'il avait été porté par un de ses ancêtres. Les noms romains étaient toujours transmis intégralement. Pour les Germains, initialement c'étaient les composantes du nom qui se transmettaient : le fils d'un Robert (hrod-bert) et d'une Landrade (lan-drada) pouvait s'appeler Lambert (lan-bert), mais avec le temps et l'influence des pratiques romains, c'est le prénom complet qui tend à se transmettre. La difficulté de cette méthode est qu'elle ne permet pas de déterminer si la filiation passe par une lignée masculine ou féminine, et qu'au bout d'un certain nombre de générations, l'usage d'un prénom peut se retrouver dans de nombreuses familles différentes. Il faut multiplier les concordances onomastiques pour avoir une certitude de parenté.
Il y a aussi d'autres moyens d'avoir des indices. La possession d'une même propriété, ou de deux propriétés limitrophes, peut indiquer une parenté dans le premier cas, et un partage quelques générations auparavant. Des études montrent également que les sièges épiscopaux se transmettaient au sein d'une même famille.

## Sources
- Christian Settipani, Les Ancêtres de Charlemagne, Paris, 1989, 170 p. (ISBN 2-906483-28-1)
- Christian Settipani, La Préhistoire des Capétiens (Nouvelle Histoire généalogique de l'auguste maison de France, vol. 1), Villeneuve-d'Ascq, éd. Patrick van Kerrebrouck, 1993, 545 p. (ISBN 978-2-95015-093-6)